# Leño (álbum)
Leño es el título del primer álbum del grupo Leño. Fue publicado en 1979 por el sello Chapa/Zafiro. Fue incluido por la revista musical Al Borde en la lista de los 250 mejores de todos los tiempos como el 106.º mejor álbum del rock en español. La revista Efe Eme, en una selección elaborada por casi treinta críticos especializados, posicionó al álbum Leño como el 72.º mejor álbum del rock español.

## Lista de canciones
| N.º | Título             | Escritor(es)                                                             | Duración |  |
| 1.  | «Castigo»          | Rosendo Mercado / Chiqui Mariscal / Ramiro Penas                         | 10:26    |  |
| 2.  | «El oportunista»   | Rosendo Mercado / Chiqui Mariscal / Ramiro Penas                         | 4:26     |  |
| 3.  | «El tren»          | Rosendo Mercado / José Carlos Molina                                     | 4:24     |  |
| 4.  | «Este Madrid»      | Rosendo Mercado / Chiqui Mariscal / Ramiro Penas                         | 5:48     |  |
| 5.  | «La nana»          | Rosendo Mercado / Chiqui Mariscal / Ramiro Penas                         | 8:03     |  |
| 6.  | «Sodoma y chabola» | Rosendo Mercado / Chiqui Mariscal / Ramiro Penas / Mª Fernanda de Andrés | 4:12     |  |
| 7.  | «Se acabó!!!»      | Rosendo Mercado                                                          | 2:37     |  |

## Músicos
- Rosendo Mercado: guitarras y voz
- Ramiro Penas: batería, percusión y coros
- Chiqui Mariscal: bajo y coros
- Tony Urbano: bajo en "El tren" y coros
- Teddy Bautista: armónica, teclados

## Personal
- Técnico de sonido: Luis Calleja
- Diseño: Manuel Cuevas
- Fotografía de portada: Jesús F. Patiño
- Fotografías de interior: Óscar Vallina
- Comic Inlay interior: Nando